# Unisono (album)
Unisono – pierwszy solowy album Kasi Wilk, który ukazał się 31 października 2008 roku nakładem My Music.

## Lista utworów
1. „Unisono”
2. „Pierwszy raz”
3. „Idealni”
4. „Sprawa prosta”
5. „Szołbiznes”
6. „Do kiedy jestem”
7. „Wierzba”
8. „Żyję jeszcze”
9. „Nie ma pięści”
10. „Mały człowiek” (feat. AudioFeels)
11. „Jesteś Ty moim natchnieniem”
12. „Nie dziwie się”
13. „Będzie dobrze”
14. „Never lose this feeling”

## Single
- Pierwszy raz – pierwszy singel wydany w 2008 roku.
- Idealni – drugi singel wydany w 2008 roku[2].
- Do kiedy jestem- trzeci singel wydany w 2009 roku.
- Będzie dobrze- czwarty singel wydany w 2009 roku.